# Брамптон
Брамптон (енгл. Brampton) је град у Канади у покрајини Онтарио. Према резултатима пописа 2011. у граду је живело 523.911 становника.

## Становништво
Према резултатима пописа становништва из 2011. у граду је живело 523.911 становника, што је за 20,8% више у односу на попис из 2006. када је регистровано 433.806 житеља.
| 2006.   | 2011.   | 2016.   |
| ------- | ------- | ------- |
| 433.806 | 523.911 | 593.638 |